# Brandis Raley-Ross
Brandis Raley-Ross (nacido el 6 de febrero de 1987 en Gastonia (Carolina del Norte)) es un jugador de baloncesto estadounidense que pertenece a la plantilla de los Eastern Long Lions de la ASEAN. Con 1,91 metros de estatura, juega en la posición de base.

## Trayectoria deportiva
Raley-Ross es un base de 1,91 metros formado en la South Carolina Gamecocks y tras no ser drafteado en 2010, debutó como profesional en Eslovaquia en las filas del BK Iskra Svit y más tarde jugaría varias temporadas en los mejores clubes de la liga de Estonia, en concreto, en Tallinna Kalev, BC Rakvere Tarvas y BC Kalev-Cramo.
Más tarde, jugaría en Grecia en las filas del Panelefsiniakos y en Lituania en el BC Lietkabelis.
El 30 de octubre de 2016, el base de Carolina del Norte fue seleccionado en el puesto 98 del draft de la NBA Development League de 2016 por Erie BayHawks, con el que jugaría hasta diciembre del mismo año, participando en 8 encuentros realizando un promedio de 4.1 puntos y 2 rebotes en una media de 19 minutos por encuentro.
El base se marcha a Bulgaria para jugar en las filas del BC Beroe con el que disputa 37 encuentros entre Balkan BIBL y liga búlgara, realizando unos promedios de 15 puntos por encuentro.
En julio de 2017, firma con KK Mornar con el que jugaría la temporada 2016-17 la Liga ABA y la Prva A Liga, también con unos buenos promedios de anotación lo que lleva a firmar con el Cibona Zagreb para disputar la temporada 2018-19.
El 24 de diciembre de 2018, el base es cortado por la Cibona Zagreb junto a Johndre Jefferson, tras jugar 11 partidos en la ABA League con un promedio de anotación de 9.5 puntos.